# Hyundai Alcazar
La Hyundai Alcazar est un SUV multisegment compact à trois rangées produit en Inde par le constructeur automobile Sud-Coréen Hyundai. Lancé en avril 2021, il s'agit d'une version à empattement long du SUV Hyundai Creta, tout en offrant des sièges de troisième rangée supplémentaires, des changements de style et une option de groupe motopropulseur différente,.

## Présentation

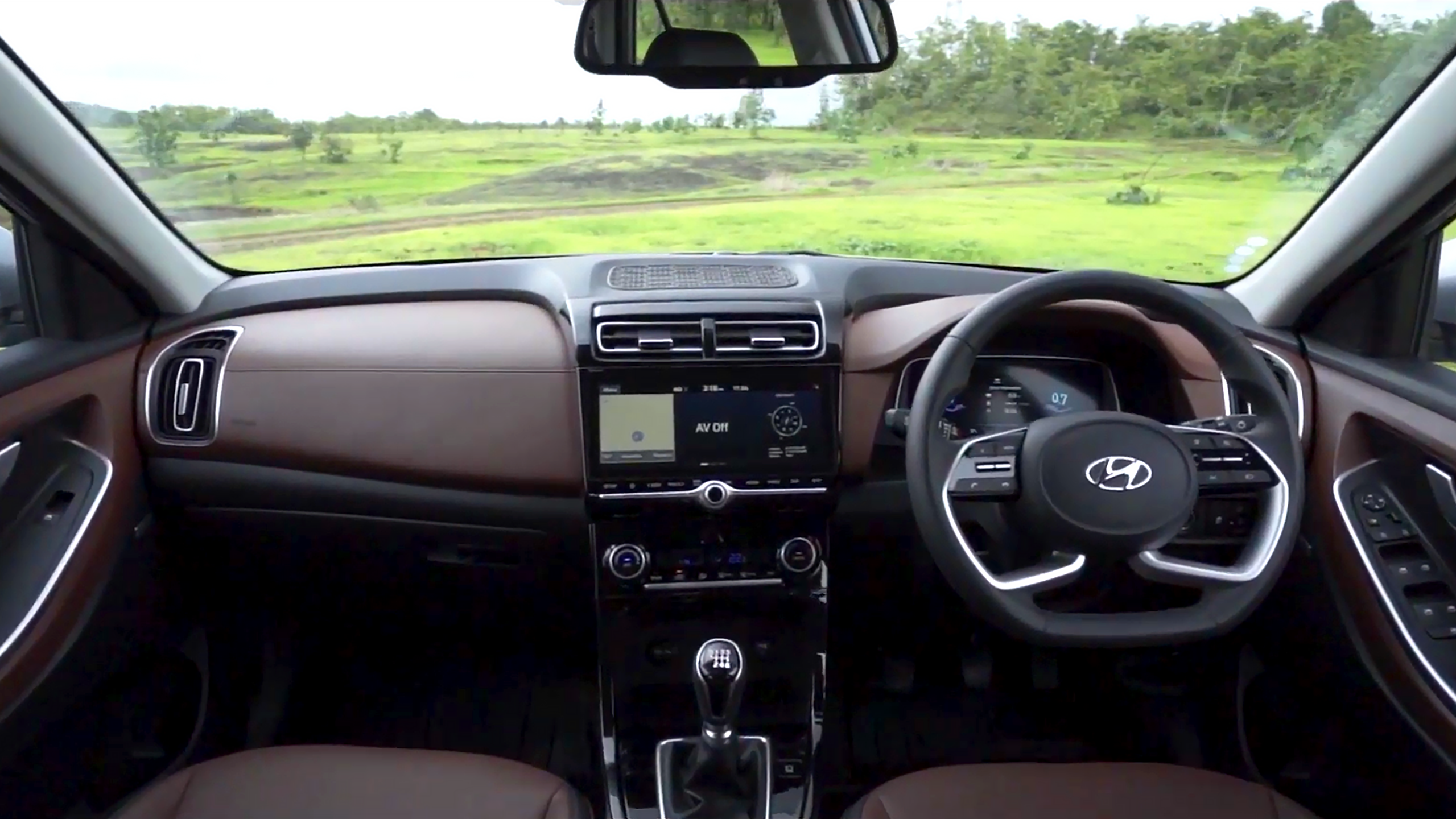
Intérieur de la Hyundai Alcazar.

L'Alcazar est dévoilé pour la première fois en avril 2021 et il a été mis sur le marché en juin 2021. Il est basé sur le Creta, avec un empattement plus long de 150 mm (5,9 pouces) à 2 760 mm (108,7 pouces) et une carrosserie plus longue de 200 mm (7,9 pouces). La carrosserie plus longue permet une troisième rangée de sièges, avec des options à 7 et 6 places (avec siège du milieu séparé) proposées. Le véhicule est également présenté avec un style avant retravaillé et des roues plus grandes de 18 pouces.

## Motorisations
L'Alcazar est disponible avec un moteur essence Nu de 2,0 litres et un moteur diesel de 1,5 litre, le premier ayant une accélération de 0 à 100 km/h (0 à 62 mph) en 9,5 secondes. Les deux options de moteur sont disponibles avec un choix entre une boîte de vitesses manuelle à 6 vitesses et une transmission automatique à 6 vitesses.

## Finitions
En Inde, il est disponible en six variantes, à savoir Prestige, Prestige (O), Platinum, Platinum (O), Signature et Signature (O).